# Сухой Изюмец
Сухой Изюмец (укр. Сухий Ізюмець) — река на Украине, протекает по территории Изюмского района Харьковской области. Левый приток Мокрого Изюмца (бассейн Северского Донца).
Длина реки составляет 10 км, уклон реки — 3,4 м/км. Формируется из нескольких безымянных ручьев и водоемов. Площадь бассейна 102 км².
Сухой Изюмец берёт начало недалеко от села Бригадировка. Течет на юго-запад в пределах села Бабенково. В городе Изюм впадает в реку Мокрый Изюмец, левый приток Северского Донца.